# Леос
Леос (ісп. Leoz) — муніципалітет в Іспанії, у складі автономної спільноти Наварра. Населення — 272 особи (2009).
Муніципалітет розташований на відстані близько 310 км на північний схід від Мадрида, 21 км на південний схід від Памплони.
На території муніципалітету розташовані такі населені пункти: (дані про населення за 2009 рік)
- Аматріайн: 13 осіб
- Амунарріскета: 9 осіб
- Артаріайн: 38 осіб
- Бенегоррі: 11 осіб
- Бескіс: 4 особи
- Ірачета: 65 осіб
- Іріберрі: 0 осіб
- Леос: 26 осіб
- Макірріайн: 22 особи
- Ольєта: 34 особи
- Сансоайн: 36 осіб
- Сансомайн: 9 осіб
- Ускіта: 5 осіб

## Демографія
Динаміка населення (INE ):

## Галерея зображень

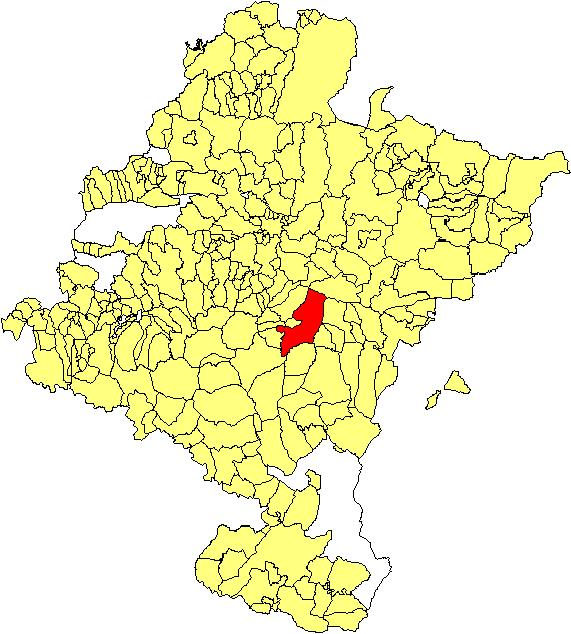
Розташування муніципалітету
Леос